# Distrito de Palpa
El distrito de Palpa es uno de los cinco que conforman la provincia de Palpa, ubicada en el departamento de Ica, en el Perú. 

## Historia
Fue creado el 2 de enero de 1857 mediante Ley emitida por el presidente Ramón Castilla. 

## Capital
Su capital es la ciudad de Palpa, a 391 km de la capital peruana, Lima. 
Su territorio tiene un importante potencial turístico. En los vecinos distritos de Santa Cruz se encuentra el cementerio de fósiles marinos. También se encuentra aquí la ciudad perdida de Huayuri, el huarango milenario, etc. En Río Grande se encuentra la cara del Inca.

## Autoridades

### Municipales
- 2019 - 2022[1]
  - Alcalde: José Luis Montaño Yarasca, del Movimiento Regional Obras por la Modernidad.
  - Regidores:

  1. Juan José Donayre Carpio (Movimiento Regional Obras por la Modernidad)
  2. Mariano Félix Avendaño Auccasi (Movimiento Regional Obras por la Modernidad)
  3. Ysabel Guadalupe Sairitupac Janampa (Movimiento Regional Obras por la Modernidad)
  4. Jorge Waldetrudis Jurado Guevara (Movimiento Regional Obras por la Modernidad)
  5. Oswaldo Pedro Arce Arias (Perú Libertario)

## Festividades
- Festival de la Naranja
- Virgen de la Asunción.